# Arbey Alarcón
Arbey Alarcon Tovar (ur. 23 maja 1997) – kolumbijski zapaśnik walczący w stylu wolnym. Brązowy medalista mistrzostw Ameryki Południowej w 2016 roku.